# Rivulus
Rivulus es un género de pequeños peces de agua dulce, de la familia de los rivulinos. distribuidos por ríos de América del Sur.

## Especies
Recientemente sometido a una fuerte revisión taxonómica, la mayoría de las especies antes clasificadas en este género han pasado a otros géneros de la familia, quedando solamente como especies válidas las siguientes:
- Rivulus azurescens Vermeulen, 2013
- Rivulus cylindraceus Poey, 1860
- Rivulus formosensis Costa, 2008
- Rivulus insulaepinorum de la Cruz y Dubitsky, 1976
- Rivulus pivijay Vermeulen, 2013
- Rivulus ribesrubrum Vermeulen, 2013
- Rivulus roloffi Roloff, 1938
- Rivulus tomasi Vermeulen, Valdesalici y Garcia-Gil, 2013
- Rivulus xi Vermeulen, 2013